# Beutelsbacher Konsens
Der Beutelsbacher Konsens ist das Ergebnis einer Tagung der Landeszentrale für politische Bildung Baden-Württemberg zusammen mit Politikdidaktikern unterschiedlicher parteipolitischer oder konfessioneller Herkunft im Herbst 1976 in Beutelsbach, einem Stadtteil der Großen Kreisstadt Weinstadt im Rems-Murr-Kreis in Baden-Württemberg. Der Konsens legt die Grundsätze für die politische Bildung fest.

## Grundsätze
Der Konsens legt drei Prinzipien für den Politikunterricht fest. Auch öffentliche Zuschussgeber für die außerschulische politische Bildung fordern teilweise von bezuschussten Institutionen ein Bekenntnis zu den Prinzipien des Beutelsbacher Konsenses.

### Überwältigungsverbot
Gemäß dem Überwältigungsverbot (auch: Indoktrinationsverbot) dürfen Lehrkräfte Schülern nicht ihre Meinung aufzwingen, sondern sollen Schüler in die Lage versetzen, sich mit Hilfe des Unterrichts eine eigene Meinung bilden zu können. Dies ist der Zielsetzung der politischen Bildung geschuldet, die Schüler zu mündigen Bürgern heranzubilden.

### Kontroversität
Das Gebot der Kontroversität (auch: Gegensätzlichkeit) zielt ebenfalls darauf ab, den Schülern freie Meinungsbildung zu ermöglichen. Was in Wissenschaft und Politik kontrovers ist, muss auch im Unterricht kontrovers erscheinen. Seine eigene Meinung und seine politischen wie theoretischen Standpunkte sind dabei für den Unterricht unerheblich und dürfen nicht zur Überwältigung der Schüler eingesetzt werden. Beim Kontroversitätsgebot handelt es sich allerdings nicht um ein Neutralitätsgebot für die Lehrkraft.

### Schülerorientierung
Das Prinzip Schülerorientierung soll den Schüler in die Lage versetzen, die politische Situation der Gesellschaft und seine eigene Position zu analysieren und sich aktiv am politischen Prozess zu beteiligen sowie „nach Mitteln und Wegen zu suchen, die vorgefundene politische Lage im Sinne seiner Interessen zu beeinflussen.“

## Kritik
Sibylle Reinhardt bettet das Prinzip der Schülerinteressen ein: Es sei nicht – wie zu seiner Entstehungszeit interpretiert – „ausschließlich auf das einzelne Individuum hin ausgelegt“. Seine mittlerweile konsensuelle Lesart meine nicht „die Möglichkeit rücksichtslosen Durchsetzens von Eigeninteressen“ und verhindere nicht den Gedanken des „längerfristigen Allgemeininteresses“.
Reinhardt konkretisiert ebenfalls die Kontroversität. Je nach Lerngruppe müsse die Lehrkraft ihre Rolle verändern: Eine „‚politische‘ Lerngruppe [braucht] den politischen Lehrer gar nicht […], während die ‚unpolitische‘ Lerngruppe ihn benötigt“. Würde der einseitig ‚politisch‘ Lehrende seine Rolle anschließend nicht aufklären, hätte er so noch keine weitere Sicht eröffnet, also wieder manipuliert. Besser wäre also, nach verschiedenen Blickwinkeln auf ‚Gegenstände‘ (Situationen, Regeln …) suchen zu lassen, den Forscherdrang zu wecken, auch skurrile und sogar unangenehme Fragen zu stellen, denen nachgehend immer mehrere Antworten zu suchen, Vor- und Nachteile abzuwägen und nach den gesamtgesellschaftlichen, globalen Auswirkungen – auch nach der Rückwirkung auf einen selbst und auf folgende Generationen – suchen zu lassen.
Aus Sicht der kritischen politischen Bildung kritisiert Bettina Lösch, dass der Beutelsbacher Konsens normativ unbestimmt und damit in vielerlei Richtung instrumentalisierbar sei. Sie hebt hervor, dass der Konsens stets auch eine ideologische Funktion hatte, die es erlaubte, „Ansprüche nach Emanzipation oder Demokratisierung als Überwältigung von Schüler*innen zurückzuweisen, in dem der gesellschaftliche status quo (etwa der eingeschränkten bürgerlich-liberalen Demokratie) aufrechterhalten werden sollte“. Als Ergänzung aus Perspektive einer kritisch-emanzipatorischen politischen Bildung schließt die Frankfurter Erklärung zur Politischen Bildung aus dem Jahr 2015 an den Beutelsbacher Konsens an.
In Untersuchungen unter Politiklehrkräften zeigt sich zudem, dass diese den Beutelsbacher Konsens vielfach als Neutralitätsgebot missverstehen und fälschlicherweise davon ausgehen, dass der Beutelsbacher Konsens sie zur gleichberechtigten Darstellung extremistischer Positionen im Unterricht verpflichte.

## Der Beutelsbacher Konsens in der historischen Bildung
Der Konsens selbst fand nur zögerlich Eingang in die geschichtsdidaktische Diskussion. Die erste umfangreiche und systematische Beschäftigung fand am Deutschen Historikertag 2021 statt, auf dem sich eine Sektion den verschiedenen Ebenen des Konsenses annäherten. Peter Johannes Droste widmete sich der Überwältigung im Geschichtsunterricht, Holger Thünemann verwies auf das von Klaus Bergmann profilierte Konzept der Multiperspektivität in der Geschichtsdidaktik, um das Kontroversitätsgebot zu diskutieren, und Christoph Kühberger arbeitet die „geschichtskulturelle Interventionsfähigkeit“ als schülerorientierte Positionierung mit einer gesellschaftlichen Handlungsdimension heraus.